# Hey Ya!
«Hey Ya!» es una canción escrita y producida por André 3000 para su álbum de 2003 The Love Below, parte del álbum doble de OutKast Speakerboxxx/The Love Below. La canción recibe influencias del funk y de la música rock. El videoclip de la canción muestra a André 3000 interpretando ocho versiones diferentes de sí mismo, en referencia a la actuación de los Beatles en 1964 en The Ed Sullivan Show. La canción recibió elogios por parte de la crítica musical, y ganó el premio Grammy a la mejor interpretación urban/alternativa en la 46ª edición de los premios Grammy.
Junto con «The Way You Move», grabada por el otro miembro de OutKast, Big Boi, «Hey Ya!» fue lanzada al mercado por LaFace Records en septiembre de 2003 como uno de los dos sencillos de presentación del álbum. Se convirtió en un éxito comercial, alcanzando los cinco primeros puestos de la mayor parte de las listas en las que entró, y ocupando la primera posición en las Listas musicales de Australia (ARIA) y en la lista Billboard Hot 100, entre otras. La canción hizo popular la frase shake it like a Polaroid picture («agítalo como una foto de Polaroid») en la cultura popular estadounidense, y la empresa Polaroid utilizó la canción para revitalizar la imagen pública de sus productos.

## Composición
André 3000 comenzó a trabajar en "Hey Ya!" en diciembre de 2002 en los Stankonia Studios (Atlanta, Georgia). Utilizó una guitarra acústica como acompañamiento, inspirado por bandas como Los Ramones, Buzzcocks, The Hives y The Smiths. Ya con la mayor parte de la canción preconcebida, grabó la introducción, el primer verso, y fragmentos pegadizos de la composición. André comenzó a grabar la parte vocal en esa época, realizando docenas de pruebas. Volvió a trabajar en la canción varias tardes después, con el músico profesional Kevin Kendricks, tocando las líneas de bajo en un sintetizador.
Varios meses después, André 3000 trabajó con Pete Novak en los Larrabee Sound Studios en Los Ángeles (California). André improvisó la letra apoyándose en un guion que había escrito. Experimentaron con diferentes efectos sonoros, incluyendo cantar a través de un vocoder, e hicieron entre 30 y 40 pruebas por cada verso.

## Valoración de la crítica
"Hey Ya!" recibió valoraciones muy positivas por parte de los críticos musicales. PopMatters describió la canción como "brillantemente enardecedora" y "espástica con multiplicidad electrizante". La revista Entertainment Weekly la destacó como la canción más pegadiza dentro del doble álbum, y Stylus Magazine la señaló como una de las mejores canciones en la historia de OutKast. "Hey Ya!" ocupó la primera posición de la lista de 2003 Pazz & Pop, una encuesta entre varios cientos de críticos musicales dirigida por Robert Christgau, con 322 menciones, frente a las 119 que obtuvo el tema de Beyoncé Knowles "Crazy in Love". Ocupó el decimoquinto lugar en la lista de 2005 "The 500 Greatest Songs Since You Were Born" (en español: "Las 500 mejores canciones desde que naciste") en la revista Blender.
Los atípicos arreglos de la canción dieron lugar a comparaciones con artistas de varios géneros. Pitchfork Media se refirió al tema musical como la «cúspide» del álbum y añadió que mezclaba, con éxito, el estilo de la instrumentación de Flaming Lips con la energía del sencillo de Prince de 1983 "Little Red Corvette". Posteriormente, Pitchfork Media le otorgó el segundo puesto en su lista "The Top 100 Singles of 2004-2004" ("Los 100 mejores sencillos de 2000-2004"), publicada en enero de 2005, superada solo por el sencillo de los propios OutKast "B.O.B.". La revista Blender la describió como una mezcla entre el soul de Ike Turner y la música new wave de Devo y, más tarde, como una «rave de música electro/folk rock/funk/power pop/hip-hop/neo soul y fregadero de cocina». Rolling Stone comparó la voz de André 3000 a la de «un Little Richard indie-rock», y los arreglos del acompañamiento a los del álbum de The Beatles de 1969 Abbey Road, incluyéndola más tarde en su lista de las 500 mejores canciones de todos los tiempos en el puesto 10, siendo la canción del siglo XXI mejor posicionada en ese ranking. La revista New York también comparó a "Hey Ya!" con The Beatles y lo calificó como uno de los mejores sencillos de 2003. La publicación All Music Guide lo describió como una mezcla «incandescente» de electro, funk y soul. El semanario musical británico NME se refirió al intento de clasificar la canción como «parecido a intentar coger el agua a lazo», y la describió como «una bronca monumental entre la banda de música de Camberwick Green —una serie de televisión británica para niños—, un espectáculo de cabaret de crucero, un coro de góspel de dibujos animados, y un MC imbécil diciendo con hipo "Shake it like a polaroid pic-chaaaa!", acompañada por el reparto de una producción amateur de El mago de Oz. Algo así.»

## Ventas y repercusión
"Hey Ya!" tuvo éxito en Norteamérica, ocupando el puesto más alto en el Billboard Hot 100 durante nueve semanas, desde el 6 de diciembre de 2003 hasta el 31 de enero de 2004. La canción tuvo una gran difusión, ocupando la primera posición en la lista Hot 100 Airplay durante nueve semanas, y grandes ventas digitales, manteniéndose en el primer puesto de la lista Billboard Hot Digital Tracks durante diecinueve semanas. La canción tuvo éxito en los mercados de música urban contemporary, ocupando la primera posición de la lista Rhythmic Top 40, y el puesto noveno en la Hot R&B/Hip-Hop Singles & Tracks, lista semanal publicada por la revista Billboard en Estados Unidos. También obtuvo éxito en el ámbito musical más comercial, ocupando el primer lugar del Top 40 Mainstream y de la lista Top 40 Tracks, y situándose decimotercera en la tabla Adult Top 40. Los orígenes pop rock del tema le permitieron obtener éxito en varios géneros. Así, alcanzó la decimosexta posición en la lista de modern rock Modern Rock Tracks. En septiembre de 2005, la Recording Industry Association of America (Asociación de la Industria Discográfica de Estados Unidos) certificó que el sencillo obtuvo tres discos de platino, al vender tres millones de copias. En la 46ª edición de los premios Grammy, la canción venció en la categoría de Mejor actuación urban/alternativa y estuvo nominada al Premio Grammy a la Mejor Grabación del Año, que ganó la canción "Clocks" de Coldplay. "Hey Ya!" ocupó también la primera posición en la lista oficial de singles de Canadá.
La canción tuvo buena acogida en Europa, aunque a menor nivel que en los Estados Unidos. En Reino Unido comenzó ocupando la sexta posición de la lista oficial de sencillos, y subió al tercer puesto tras doce semanas, permaneciendo en la tabla durante un total de veintiuna semanas. "Hey Ya!" ocupó el primer lugar en lista de sencillos de Noruega durante siete semanas, y alcanzó el primer puesto en Suecia durante la primera semana de 2004. Tuvo buena recepción en todo el continente, entrando en los diez primeros puestos de las listas de Austria, Finlandia, Francia, Alemania, Irlanda y Suiza.
"Hey Ya!" comenzó ocupando el puesto decimoséptimo en la lista de sencillos australiana, elaborada por la Australian Recording Industry Association (ARIA) (Asociación de la Industria Discográfica Australiana), ocupando finalmente la primera posición de la lista durante dos semanas consecutivas. La canción permaneció en la tabla durante dieciséis semanas y la ARIA certificó el doble disco de platino por las ventas del sencillo. La canción se situó en el puesto 61.º de la lista publicada a finales del año 2003, en el decimoquinto lugar en la lista de 2004, y en el quinto puesto en la lista de música urban. También obtuvo éxito en Nueva Zelanda, llegando al segundo puesto, y permaneciendo durante veintitrés semanas en la lista de sencillos de la Recording Industry Association of New Zealand (RIANZ) (Asociación Neozelandesa de la Industria Discográfica).
El fragmento de la letra "shake it like a Polaroid picture" ("agítalo como una foto de Polaroid"), junto con el éxito comercial de la canción, contribuyó a revitalizar la compañía Polaroid. Dado que la actual película de Polaroid está sellada por un recuadro de plástico transparente, agitar el filme levemente no tiene efecto alguno en el resultado final. Agitar enérgicamente la película fotográfica puede, en realidad, provocar que la imagen se deforme, haciendo que el filme se separe antes de tiempo y dando lugar a manchas en la imagen final. No obstante, Polaroid buscó utilizar la alusión en el mercado, contratando a Ryan Berger, de la empresa de publicidad Euro RSCG. Polaroid patrocinó fiestas para OutKast, en las que Euro RSCG distribuyó cámaras Polaroid. OutKast llegó a un acuerdo para aparecer con cámaras Polaroid en algunas de sus actuaciones. Polaroid no ha hecho públicas las cifras de ventas, pero su imagen pública, que previamente se encontraba en decadencia por el auge de las cámaras digitales, se vio reforzada por la canción.

## Versiones
Las influencias roqueras de "Hey Ya!" permitieron a muchos otros artistas lanzar covers de la canción. Una de las primeras versiones de la canción fue la de la banda de indie rock Razorlight, que tocó la canción con el Coro de Góspel de la Comunidad de Londres (London Community Gospel Choir) para una sesión en la emisora británica BBC Radio 1, estrenando posteriormente la versión como una cara B de su sencillo "Vice". De un modo similar, Will Young, también en la emisora, grabó una versión a piano de la canción, más lenta, que sería la cara B de su sencillo "Friday's Child". La versión de Young también aparece en el álbum recopilatorio Radio 1's Live Lounge. Richard Chees and Loung Against the Machine grabaron una versión lounge de la canción para su álbum de 2004 I'd Like a Virgin. El grupo de country The BossHoss, la cantante de pop latino JD Natasha, la banda de punk rock Pennywise y el grupo de rock and roll The Supersuckers también han grabado covers de "Hey Ya!".
En 2006, Mat Weddle, líder de la banda folk independiente Obadiah Parker, tocó una versión acústica de la canción en una noche de "micrófonos abiertos" (open mike) local, y un amigo suyo subió el vídeo a YouTube.  El vídeo obtuvo popularidad en Internet, convirtiéndose pronto en un vídeo viral, y fue visto por cerca de un millón de personas. Inspirado por la banda slowcore Red House Painters, la versión de Weddle transcurre con un tempo mucho más lento acompañado por un rasgueo rítmico de guitarra, y convierte la disminución del ritmo de la canción en un «repiqueteo staccato». El cover fue difundido en radio y televisión a nivel internacional y generó muchas otras versiones acústicas similares.
La banda británica de metal alternativo Sleep Token lanzó una versión en 2018 como sencillo. Esta versión, con Vessel como cantante principal, estaba acompañada únicamente por el piano y solo incluía las dos primeras estrofas y el estribillo.

## Formatos y listas de canciones
| Sencillo vinilo de 7" (Estados Unidos) 1. «Hey Ya!» (radio edit) 2. «Hey Ya!» (instrumental) Sencillo CD maxi (Australia) 1. «Hey Ya!» (radio edit) 2. «Ghetto Musick» (radio edit) 3. «Ghetto Musick» (Benny Benassi remix) 4. «Hey Ya!» (Enhanced CD video) Sencillo CD (Europa) 1. «Hey Ya!» (radio edit) 2. «Ghetto Musick» (radio edit) 3. hey ya ( ot 2020) | Sencillo CD maxi (Alemania) 1. «Hey Ya!» (radio edit) 2. «Ghetto Musick» (radio edit) 3. «Ghetto Musick» (Benny Benassi remix) 4. «Hey Ya!» (Enhanced CD video) Sencillo vinilo de 12" (Reino Unido) 1. «Hey Ya!» (radio edit) 2. «Ghetto Musick» 3. «My Favourite Things» Sencillo CD maxi (Reino Unido) 1. «Hey Ya!» 2. «Ghetto Musick» (radio edit) 3. «My Favourite Things» 4. «Hey Ya!» (Enhanced CD video) |

## Créditos
| - Voz principal: André 3000 - Voz secundaria: Rabeka Tunei - Guitarra: André 3000 - Teclados: Kevin Kendricks, André 3000 - Productor: André 3000 - Ingeniero de sonido: John Frye, Pete Novak, Robert Hannon | - Ingenieros de sonido auxiliares: Josh Monroy, Warren Bletcher, Rabeka Tunei - Programador de sonido: André 3000 - Mezclador de sonido: Kevin Davis - Mezclador de sonido auxiliar: Sean Tallman |

## Posicionamiento en listas y certificaciones
| Listas (2003–2004)                     | Mejor posición |
| -------------------------------------- | -------------- |
| Alemania (Offizielle Deutsche Charts)  | 6              |
| Australia (ARIA)                       | 1              |
| Austria (Ö3 Austria Top 40)            | 4              |
| Bélgica (Flandes) (Ultratop 50)        | 18             |
| Bélgica (Valonia) (Ultratop 50)        | 10             |
| Canadá (Canadian Singles Chart)        | 1              |
| Dinamarca (Tracklisten)                | 2              |
| Estados Unidos (Billboard Hot 100)     | 1              |
| Estados Unidos (Top 40 Mainstream)     | 1              |
| Estados Unidos (Modern Rock Tracks)    | 16             |
| Estados Unidos (Adult Top 40)          | 13             |
| Estados Unidos (Hot R&B/Hip-Hop Songs) | 9              |
| Estados Unidos (Hot Latin Songs)       | 34             |
| European Hot 100                       | 2              |
| Finlandia (OFC)                        | 10             |
| Francia (SNEP)                         | 7              |
| Hungría (Dance Top 40)                 | 5              |
| Irlanda (IRMA)                         | 2              |
| Italia (FIMI)                          | 3              |
| Noruega (VG-lista)                     | 1              |
| Nueva Zelanda (Recorded Music NZ)      | 2              |
| Países Bajos (Dutch Top 40)            | 22             |
| Reino Unido (UK Singles Chart)         | 3              |
| Suecia (Sverigetopplistan)             | 1              |
| Suiza (Schweizer Hitparade)            | 9              |

| Lista (2003-2004)                     | Posición |
| ------------------------------------- | -------- |
| Alemania (Media Control Charts)       | 173      |
| Australia (ARIA)                      | 61       |
| Países Bajos (Dutch Top 40)           | 201      |
| Reino Unido (Official Charts Company) | 68       |
| Suecia (Sverigetopplistan)            | 9        |

| Listas (2004)                         | Posición |
| ------------------------------------- | -------- |
| Alemania (Media Control Charts)       | 36       |
| Australia (ARIA)                      | 15       |
| Australia Urban (ARIA)                | 5        |
| Austria (Ö3 Austria Top 75)           | 16       |
| Bélgica (Ultratop 40 Wallonia)        | 35       |
| EUA Billboard Hot 100                 | 8        |
| EUA (Hot R&B/Hip-Hop Songs)           | 49       |
| EUA (Billboard Pop Songs)             | 7        |
| Francia (SNEP)                        | 42       |
| Países Bajos (Dutch Top 40)           | 98       |
| Reino Unido (Official Charts Company) | 25       |
| Suecia (Sverigetopplistan)            | 33       |
| Suiza (Schweizer Hitparade)           | 31       |

| Lista (2000–2009)     | Posición |
| --------------------- | -------- |
| EUA Billboard Hot 100 | 20       |

## Certificaciones
| País           | Organismo certificador | Certificación | Ref.   |
| -------------- | ---------------------- | ------------- | ------ |
| Australia      | ARIA                   | 2× Platino    | [ 75 ] |
| Canadá         | CRIA                   | Oro           | [ 76 ] |
| Estados Unidos | RIAA                   | Platino       | [ 77 ] |
| Noruega        | IFPI Noruega           | Platino       | [ 78 ] |
| Nueva Zelanda  | RIANZ                  | Oro           | [ 79 ] |
| Reino Unido    | BPI                    | Oro           | [ 80 ] |
| Suecia         | GLF                    | Platino       | [ 81 ] |

## Sucesiones
| Anterior: «Stand Up» de Ludacris con Shawnna | Billboard Hot 100 — Sencillo Nro 1 13 de diciembre de 2003 - 7 de febrero de 2004            | Siguiente: «The Way You Move» de OutKast con Sleepy Brown |
| Anterior: «Here Without You» de 3 Doors Down | Billboard Top 40 Mainstream — Sencillo Nro 1 13 de diciembre de 2003 - 14 de febrero de 2004 | Siguiente: «The Way You Move» de OutKast con Sleepy Brown |
| Anterior: «Shut Up» de The Black Eyed Peas   | Listas musicales de Australia — Sencillo Nro 1 18 de enero de 2004 - 25 de enero de 2004     | Siguiente: «What About Me» de Shannon Noll                |